# Victoria Buxton
Lady Victoria Buxton, née Noel le 1er juillet 1839 et morte le 9 août 1916, est une philanthrope britannique principalement connue pour son travail avec l'Union des mères et l'Association chrétienne des jeunes femmes (YWCA).

## Jeunesse
Elle est la fille de Charles Noel (1er comte de Gainsborough) et de Lady Frances Jocelyn, fille de Robert Jocelyn (3e comte de Roden). Elle passe ses premières années dans la maison ancestrale de la famille Noel à Exton Hall, Rutland et plus tard à Barham Court, Maidstone. Elle est éduquée par une gouvernante et voyage beaucoup sur le continent. Ses parents ont une forte foi évangélique et accordent une grande importance au travail communautaire auquel Lady Victoria participe également.

## Œuvres philanthropiques
En 1862, elle épouse Fowell Buxton (3e baronnet) et réside avec lui à Warlies, Upshire, près de Waltham Abbey. Le couple a treize enfants dont dix survivent. Elle aide son mari dans sa carrière politique et travaille pour soutenir les services sociaux et les missions de l'église, notamment le YMCA et le YWCA.
En 1869, elle commence à souffrir d'arthrose. Bien qu'elle ait trouvé les voyages difficiles, elle reste raisonnablement active et conserve sa bonne humeur. Elle tient des réunions de mères à Warlies et créé une branche de l'Union des mères de l'Église d'Angleterre. Elle est présidente diocésaine de la Mothers 'Union à Londres, où elle est également présidente de la Time and Talents Association des jeunes filles d'usine.
Elle accompagne son mari en Australie-Méridionale en 1895 lors de sa nomination au poste de gouverneur. Elle poursuit son activité philanthropique en parrainant des cercles de lecture et en soutenant le travail missionnaire.
Elle est la présidente fondatrice de la Mother's Union of South Australia et soutient activement la YWCA d'Adélaïde. Elle et son mari organisent une convention au cours de laquelle une constitution pour une Australie unie est discutée pour la première fois. En 1896, elle pose la première pierre d'une nouvelle branche junior du YMCA à Adélaïde, l'Our Boys Institute. En 1898, Lady Victoria retourne en Angleterre avec son mari en permission. Sa santé s'étant détériorée et elle ne retourne pas en Australie. En 1902, les Buxton construisent l'église St Thomas dans l'Upshire.
Elle est décédée à North Lodge, Cromer le 9 août 1916, à l'âge de 77 ans.